# Darmont
Pour les articles homonymes, voir Darmont (homonymie).
Darmont est une ancienne commune française du département de la Meuse en région Grand Est. Elle est rattachée à celle de Buzy en 1973 et a le statut de commune associée jusqu'en décembre 2010.

## Histoire
Dépendait de la Lorraine dans le ban de Buzy sous la coutume de Nancy.
Le 1er janvier 1973, la commune de Darmont est rattachée sous le régime de la fusion-association à celle de Buzy qui devient Buzy-Darmont. Le 1er janvier 2011, le rattachement de Darmont à Buzy-Darmont est transformé en fusion simple.

## Politique et administration
| Période                                  | Période | Identité         | Étiquette | Qualité |
| ---------------------------------------- | ------- | ---------------- | --------- | ------- |
|                                          |         | Charles François |           |         |
| Les données manquantes sont à compléter. |         |                  |           |         |

## Démographie
| 1793 | 1800 | 1806 | 1821 | 1831 | 1836 | 1841 | 1846 | 1851 |
| ---- | ---- | ---- | ---- | ---- | ---- | ---- | ---- | ---- |
| 73   | 71   | 77   | 57   | 71   | 78   | 63   | 54   | 52   |

| 1856 | 1861 | 1866 | 1872 | 1876 | 1881 | 1886 | 1891 | 1896 |
| ---- | ---- | ---- | ---- | ---- | ---- | ---- | ---- | ---- |
| 47   | 47   | 42   | 32   | 36   | 37   | 45   | 50   | 33   |

| 1901 | 1906 | 1911 | 1921 | 1926 | 1931 | 1936 | 1946 | 1954 |
| ---- | ---- | ---- | ---- | ---- | ---- | ---- | ---- | ---- |
| 42   | 32   | 46   | 40   | 31   | 33   | 35   | 42   | 32   |

| 1962 | 1968 | - | - | - | - | - | - | - |
| ---- | ---- | - | - | - | - | - | - | - |
| 29   | 27   | - | - | - | - | - | - | - |